# Masia Llorenç
Masia Llorenç és una masia de Florejacs, al municipi de Torrefeta i Florejacs (Segarra), inclosa a l'Inventari del Patrimoni Arquitectònic de Catalunya.

## Descripció
Edifici de grans dimensions, amb edificis annexos. A la façana sud, a la planta baixa a l'esquerra, hi ha un petit edifici adjunt a la façana, a la dreta hi ha una entrada amb llinda de formigó i porta de fusta. A la planta següent, a l'esquerra, hi ha un balcó amb barana de ferro, al qual s'accedeix per dues portes balconeres. A la seva esquerra hi ha una fossa sèptica que sobresurt de la façana. A la dreta de la façana hi ha una finestra. A la façana oest hi ha una entrada amb llinda de formigó i porta metàl·lica. Al pis superior hi ha quatre finestres de diferent mida. A la part esquerra de la façana hi ha un gran contrafort. La façana nord està coberta per altres edificis. A la façana est hi ha tres finestres a la darrera planta. La coberta és de dos vessants (est-oest), acabada amb teules.
Adjunt a la façana nord de l'edifici principal, hi ha diferents mòduls, on només hi ha una obertura a la façana nord, on hi ha una entrada amb porta de fusta de doble batent.

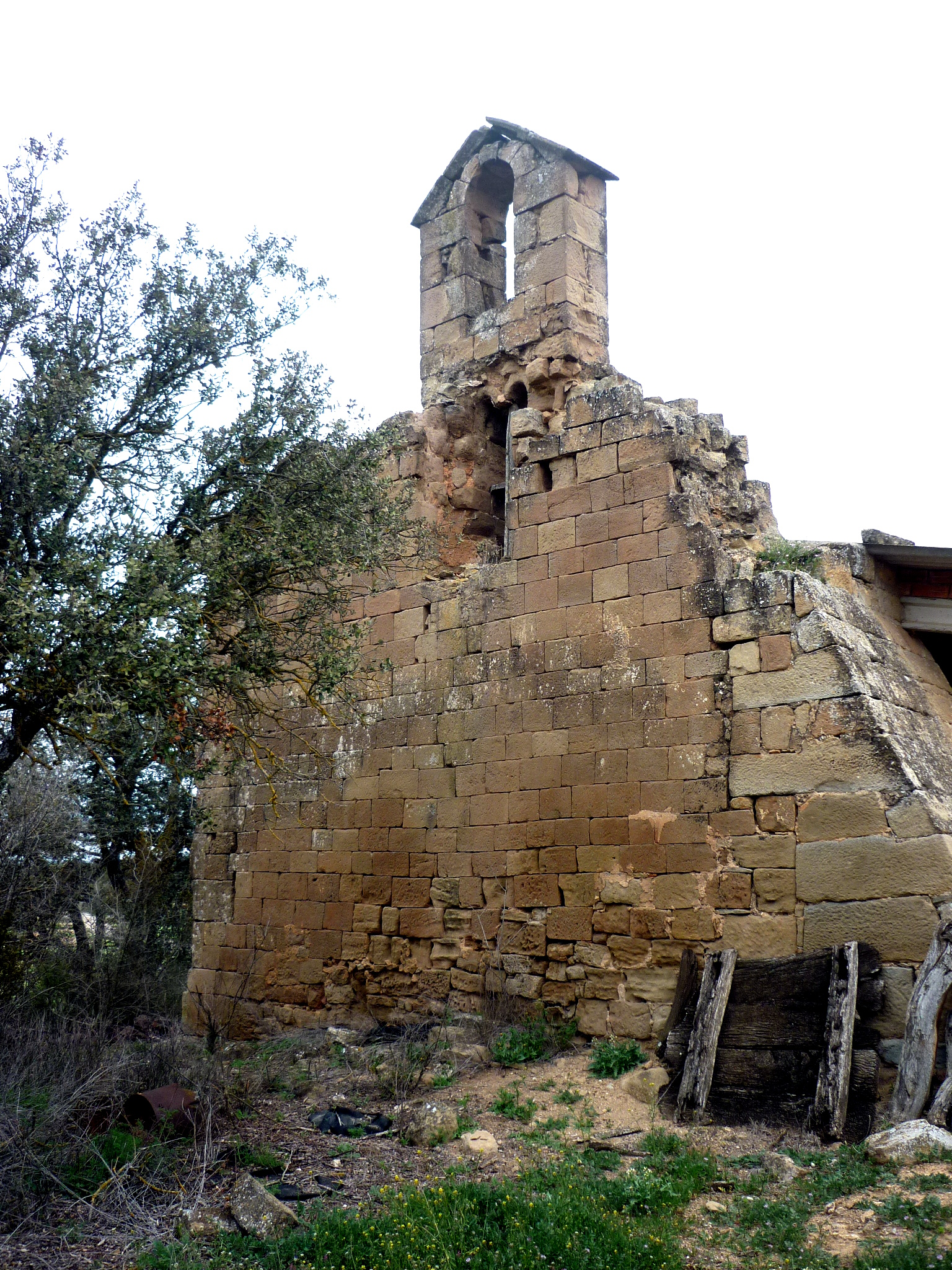
Capella de Sant Sebastià: façana nord

A deu metres de la façana nord de la casa, hi ha un altre edifici, de dues plantes i quatre façanes. A la façana est hi ha una entrada amb llinda de pedra i gran porta metàl·lica, que dona a la segona planta. A la façana sud hi ha tres obertures que donen a la segona planta. A la façana nord no hi ha obertures. A la façana oest hi ha una entrada que dona a la planta baixa. La coberta és de dos vessants (Nord-Sud), acabada amb teules. A la dreta d'aquest edifici, hi ha una entrada amb una era, on hi ha dos petits edificis.
Adjunt a la façana est, hi ha un edifici de construcció més recent.
A uns metres més enllà hi ha la capella de Sant Sebastià. Petita ermita d'una sola nau, que actualment ha canviat la seva aparença original, convertint-se en un cobert per guardar maquinària. La façana sud ja no hi és. La façana nord encara es conserva. A la façana oest hi ha les restes d'una obertura i el campanar d'espadanya. A la façana est no hi ha cap obertura. La coberta és d'uralita. Cal comentar que les parts superiors de les façanes s'han perdut.
S'hi arriba per un camí que deixa Florejacs, i en l'encreuament de camins que es troba només sortir, s'agafa el camí de la dreta, més endavant es torna a tirar a la dreta i ja s'hi arriba.